# Partido de Renovación Social
El Partido de Renovación Social (en portugués: Partido de Renovação Social, PRS) es un partido político en Angola, con representación en la Asamblea Nacional, fundado en 1990. Se basa principalmente en el grupo étnico chokwe. El partido se autodefine como de centroizquierda, con una ideología federalista y progresista.
En las Elecciones generales de Angola de 1992 ganó seis escaños en la Asamblea Nacional, y su candidato presidencial Rui Pereira obtuvo un 0,2% de los votos. En 1999, el partido pasó por un período de conflictos internos, en el que cuatro diputados fueron expulsados.
El PRS conquistó el 3,17% de los votos en la elección parlamentaria de septiembre de 2008, ganando ocho escaños de los 220 de la Asamblea Nacional. Tuvo un desempeño particularmente bueno en las provincias de Lunda Sur y Lunda Norte, obteniendo el segundo lugar por detrás del partido gobernante, el MPLA.
En las elecciones parlamentarias de 2012 el partido vio a su bancada reducirse a tres escaños, mientras que en las elecciones parlamentarias de 2017 obtuvo solo dos escaños.